# Dąbrowa Białostocka (gmina)
La gmina de Dąbrowa Białostocka est une commune urbaine-rurale polonaise de la voïvodie de Podlachie et du powiat de Sokółka. Elle s'étend sur 263,95 km2 et comptait 12.755 habitants en 2006. Son siège est la ville de Dąbrowa Białostocka qui se situe à environ 30 kilomètres au nord de Sokółka et à 61 kilomètres au nord de Bialystok.

## Villages
Hormis la ville de Dąbrowa Białostocka, la gmina de Dąbrowa Białostocka comprend les villages et localités de Bagny, Bity Kamień, Brzozowo, Brzozowo-Kolonia, Brzozowy Borek, Czarnorzeczka, Grabowo, Grodziszczany, Grzebienie, Hamulka, Harasimowicze, Harasimowicze-Kolonia, Jaczno, Jałówka, Kaszuba, Kirejewszczyzna, Kropiwno, Krugło, Kuderewszczyzna, Lewki, Łozowo, Łozowo-Kolonia, Małowista, Małyszówka-Kolonia, Miedzianowo, Mościcha, Nierośno, Nowa Kamienna, Nowa Wieś, Nowinka, Olsza, Osmołowszczyzna, Ostrowie-Kolonia, Ostrowo, Pięciowłóki, Podbagny, Prohalino, Reszkowce, Różanystok, Sadek, Sadowo, Sławno, Stara Kamienna, Stara Kamienna-Kolonia, Stock, Suchodolina, Szuszalewo, Trzyrzeczki, Wesołowo, Wiązówka, Wroczyńszczyzna, Zujkowszczyzna, Zwierzyniec Mały et Zwierzyniec Wielki.

## Gminy voisines
La gmina de Dąbrowa Białostocka est voisine des gminy de Janów, Lipsk, Nowy Dwór, Sidra, Suchowola et Sztabin.